# Bartók Donát
Bartók Donát (Szeged, 1996. július 13. –) magyar válogatott kézilabdázó, jobbátlövő. 

## Pályafutása

### Klubcsapatban
Szülővárosában kezdett kézilabdázni, de már fiatalon Tatabányára került a Grundfos Tatabányához. Itt két szezont töltött, majd a Váci KSE szerződtette. A 2015–2016-os idényben 112 gólt dobott a magyar első osztályban, a következő idény első felében pedig nyolc bajnokin huszonkilencszer talált a kapuba.
2016 novemberében a német Bundesligában szereplő TBV Lemgóhoz igazolt. Németországi pályafutása nem indult jól, első mérkőzésen eltörte az ujját és nyolc hetet ki kellett hagynia. Első szezonjában a Lemgo a Bundesliga 13. helyén végzett, de Bartók fokozatosan kapott egyre több játéklehetőséget és edzője, Florian Kehrmann is dicsérte játékát. 2017 nyarán 2020 nyaráig meghosszabbította szerződését a német csapattal.
2019 márciusában térdoperáción esett át. 2019. december 26-án felbontotta  szerződését klubjával.
2020 januárjában a spanyol élvonalbeli Bidasoa Irun együtteséhez szerződött. 2021. január 20-án a spanyol klub felbontotta a szerződését. A 2020-2021-es szezon első felében 14 találkozón 49 alkalommal volt eredményes. Bartók ezt követően a svájci Kadetten Schaffhausenben folytatta pályafutását.
2025 nyarán bejelentette, hogy befejezi játékos pályafutását.

### A válogatottban
Tagja volt a 2014-ben Lengyelországban Európa-bajnoki ezüstérmes junior-válogatottnak. A felnőtt válogatott keretébe először Ljubomir Vranjes hívta meg 2017 októberében, majd bekerült a 2018-as Európa-bajnokságra készülő keretbe és tagja volt a 2020-as Európa-bajnokságon szereplő csapatnak is.

## Családja
Édesapja a hetvenötszörös válogatott kézilabdázó, Bartók Csaba.